# الانتخابات الرئاسية التمهيدية للحزب الديمقراطي 2020
الانتخابات الرئاسية التمهيدية والاجتماعات الحزبية للحزب الديمقراطي لعام 2020 هي سلسلة من المسابقات الانتخابية ينظمها الحزب الديمقراطي لاختيار حوالي 3،979 من المندوبين المتعهدين للمؤتمر الوطني الديمقراطي. وينتخب هؤلاء المندوبون، عن طريق الصوت الذي تعهدوا به، المرشح الديمقراطي لرئاسة الولايات المتحدة في الانتخابات الرئاسية الأمريكية عام 2020. ومن المقرر أن تجرى الانتخابات في الفترة من فبراير إلى يونيو 2020 في الولايات الأمريكية الخمسين جميعها، ومقاطعة كولومبيا، وخمسة أقاليم أمريكية، والديمقراطيين في الخارج.
وسيعين الحزب الديمقراطي أيضا، وهو مستقل عن نتائج الانتخابات التمهيدية والمؤتمرات الحزبية، من مجموعة زعماء الحزب والمسؤولين المنتخبين، 771 مندوبا غير معهدا (مندوبون كبار) للمشاركة في مؤتمره الوطني. وعلى النقيض من كل الدورات الانتخابية السابقة منذ تقديم المندوبين الكبار في عام 1984، فإن المندوبين الكبار لن يكون لهم الحق بعد الآن في الإدلاء بأصواتهم الحاسمة في أول اقتراع للمؤتمر للترشيح الرئاسي. وسيسمح لهم بالإدلاء بأصواتهم دون حسم إذا فاز أحد المرشحين بالترشيح قبل الاقتراع الأول، أو إجراء تصويت حاسم على الاقتراعات اللاحقة في إطار مؤتمر مطعون فيه.
لقد بلغ مجال المرشحين الرئاسيين الديمقراطيين في انتخابات عام 2020 ذروته بما يزيد على أربعة وعشرين. في 8 أبريل 2020، أصبح جو بايدن المرشح المفترض للرئاسة بعد أن انسحب بيرني ساندرز، آخر مرشح رئيسي آخر بقي في السباق، من السباق. في 15 أكتوبر 2019، شملت المناظرة الرئاسية الديمقراطية في ويسترفيل، أوهايو، على 12 مرشحاً، مسجلةً أعلى عدد من المرشحين في مناظرة رئاسية واحدة.

## الخلفية
بعد خسارة هيلاري كلينتون في الانتخابات السابقة، شعر كثيرون بأن الحزب الديمقراطي يفتقر إلى زعيم واضح. وقد ظلت الانقسامات قائمة في الحزب بعد الانتخابات التمهيدية في عام 2016، والتي ألَّبَت كلينتون ضد بيرني ساندرز. بين انتخابات عام 2016 والانتخابات النصفية لعام 2018، تحول الديمقراطيون في مجلس الشيوخ بشكل عام إلى اليسار السياسي في ما يتعلق بالتعليم الجامعي والرعاية الصحية والهجرة. شهدت انتخابات عام 2018 استعادة الحزب الديمقراطي لمجلس النواب للمرة الأولى منذ ثماني سنوات، حيث حصل على المقاعد في كل من المناطق الحضرية والمناطق الفرعية.
بعد الانتخابات العامة في عام 2016 بقليل، تم إبراز الانقسام بين مؤيدي كلينتون وساندرز في انتخابات رئاسة اللجنة الوطنية الديمقراطية لعام 2017 بين توم بيريز وكيث إليسون. وقد انتخب بيريز رئيسا بفارق ضئيل وعين بعد ذلك إليسون نائبا له، وهو دور احتفالي إلى حد كبير.
لقد بلغ مجال المرشحين الرئاسيين الديمقراطيين في عام 2020 ذروته بأكثر من عشرين مرشحاً. ووفقا لما ذكرته صحيفة بوليتيفاكت، يعتقد أن هذا الميدان هو أكبر ميدان للمرشحين الرئاسيين لاي حزب سياسي أمريكي منذ عام 1972؛ وهو يتجاوز مجال 17 مرشحاً رئيسياً سعوا إلى ترشيح الحزب الجمهوري لمنصب الرئاسة في عام 2016. في مايو 2019، أشارت CBS News إلى مجال المرشحين الرئاسيين الديمقراطيين لعام 2020 على أنه «المجال الرئيسي الديمقراطي الأكبر والأكثر تنوعاً في التاريخ الحديث»، بما في ذلك ست مرشحات رئاسيات على الأقل.

### الإصلاحات منذ عام 2016
في 25 أغسطس 2018، أجاز أعضاء اللجنة الوطنية الديمقراطية إصلاحات للعملية التمهيدية للحزب الديمقراطي من أجل زيادة المشاركة وضمان الشفافية. وتشجع الولايات الأطراف على استخدام نظام أساسي تديره الحكومة كلما كان ذلك متاحا وزيادة إمكانية الوصول إلى هذه الانتخابات التمهيدية عن طريق التسجيل في نفس اليوم أو التسجيل التلقائي وتحويل الأطراف في نفس اليوم. فالمؤتمرات الحزبية مطالبة بأن يكون لها صوت غيابي، أو أن تسمح بإشراك من لا يستطيعون المشاركة شخصياً.
كما تنظم الإصلاحات الجديدة كيفية معالجة المؤتمر الوطني الديمقراطي لنتائج الانتخابات التمهيدية والمؤتمرات الحزبية لثلاثة سيناريوهات محتملة:
1. وإذا فاز مرشح واحد بما لا يقل عن 2،268 مندوباً تم التعهد بتوفيرها: فسوف يُسمَح للمندوبين الكبار بالتصويت في الاقتراع الأول، لأن نفوذهم لن يتمكن من إسقاط أغلبية المندوبين المتعهد بهم.
2. إذا فاز مرشح واحد ب1،886–2،267 مندوبًا تم التعهد به: سيتم منع المندوبين الكبار من التصويت في الاقتراع الأول، والذي سيتم تحديده فقط بإرادة المندوبين المُتعهدين.
3. وإذا لم يحصل أي مرشح على أكثر من 1،885 مندوباً تم التعهد بإجمالهم: وهذا من شأنه أن يسفر عن مؤتمر مطعون فيه، حيث يُمنَع المندوبون الكبار من التصويت في أول اقتراع رسمي، ولكنهم سوف يستعيدون حقهم في التصويت لصالح مرشحهم الرئاسي المفضل لكل الاقتراعات اللاحقة المطلوبة إلى أن يبلغ المندوبون الأغلبية.

إن الإصلاحات تأمر بأن يمتنع المندوبون الكبار عن التصويت على أول اقتراع ترشيح رئاسي، ما لم يحصل أحد المرشحين عن طريق نتائج الانتخابات التمهيدية أو المؤتمرات الحزبية على العدد الكافي من الأصوات (أكثر من 50% من كل أصوات المندوبين) بين المندوبين المنتخبين الذين تعهدوا بانتخابهم. إن حظر تصويت المندوبين الكبار في الاقتراع الأول للسيناريوهين الأخيرين المذكورين لا يمنع المندوبين الكبار من تأييد مرشح يختارونه أمام المؤتمر.
وفي مؤتمر مطعون فيه لا توجد فيه أغلبية لا تقل عن 1،886 صوتا من أصوات المندوبين الموفدين المتعهد بهم لمرشح واحد في الاقتراع الأول، سيستعيد جميع المندوبين الكبار بعد ذلك حقهم في التصويت على أي اقتراع لاحق ضروري من أجل ترشيح مرشح رئاسي (رفع الأغلبية المطلوبة لهذا العدد إلى 2،267 صوتا).

## قوانين عدد المندوبين

### عدد المندوبين المتعهدين في كل ولاية
يتناسب عدد المندوبين المتعهدين في كل ولاية مع حصة تلك الولاية من المجمع الانتخابي، وأيضًا مع الأصوات الديموقراطية الرئاسية للولاية سابقًا. وهكذا، تحمل الولايات المتأرجحة والولايات الجمهورية أهمية أقل، بينما تحمل الولايات الديموقراطية بقوة أهمية أكبر في اختيار المرشح.
يُعيّن 6 مندوبين متعهدين في كل منطقة، وهناك 44 في بورتوريكو و12 مندوبًا لمنظمة الديموقراطيين في الخارج. بإمكان كل ولاية قضائية أيضًا الحصول على مندوبين إضافيين عبر إجراء الانتخابات التمهيدية بعد شهر مارس أو عن طريق مجموعات مكونة من 3 ولايات مجاورة أو أكثر.
داخل كل ولاية، يُخصص ربع المندوبين المتعهدين للمرشحين بناءً على مجموع الأصوات التي ينالوها على نطاق الولاية بأكملها، بينما يُخصص الباقي بناءً على الأصوات التي حازها المرشحون في كل دائرة مؤتمرية، لكن بعض الولايات تستخدم تقسيمات أخرى غير الدوائر المؤتمرية. على سبيل المثال، تستخدم ولاية تكساس دوائر مجلس شيوخ الولاية. تحصل الدوائر التي صوتت لمرشحين ديموقراطيين سابقًا على عدد أكبر من المندوبين، ويُخصص عدد أقل من المندوبين للدوائر المتأرجحة أو الدوائر الجمهورية. على سبيل المثال، تملك الدائرة 12 الديموقراطية بقوة في كاليفورنيا والتابعة للناطقة باسم مجلس النواب الأمريكي، نانسي بيلوسي، 7 مندوبين، أو مندوبًا واحدًا لكل 109 آلاف شخص، بينما تملك الدائرة العاشرة في كاليفورنيا، والتي كانت متأرجحة في السابق وأصبحت ديموقراطية عام 2018، 4 مندوبين فقط، أي مندوب واحد لكل 190 ألف شخص.

## المرشحون
أما المرشحون الرئيسيون في الانتخابات التمهيدية للرئاسة الديمقراطية عام 2020 فقد تم إدراج (أ) كنائب للرئيس، أو عضو في مجلس الوزراء، أو عضو في مجلس الشيوخ الأمريكي، أو نائب أمريكي، أو حاكم، (ب) في خمسة استطلاعات وطنية مستقلة على الأقل، أو (ج) حصلوا على تغطية إعلامية كبيرة.
كما تقدم أكثر من 270 مرشحا لم يستوفوا المعايير التي يجب أن تعتبر مرشحين رئيسيين إلى لجنة الانتخابات الاتحادية للترشح لمنصب الرئيس في انتخابات الحزب الديمقراطي الأولية.

### المرشحون الحاليون
تتضمن القائمة التالية المرشحين الرئيسيين الذين يخوضون الانتخابات. في 8 أبريل 2020، بلغ إجمالي عدد المرشحين الرئيسيين الحاليين مرشح واحد.
| الاسم    | ولد                                              | الخبرة | الولاية الأم | الحملة تاريخ الإعلان                                       | المرجع |
| -------- | ------------------------------------------------ | --- | ------------ | ---------------------------------------------------------- | ------ |
| جو بايدن | نوفمبر 20, 1942 (العمر 82) سكرانتون (بنسيلفانيا) | نائب رئيس الولايات المتحدة (2009–2017) عضو مجلس الشيوخ الأمريكي من ديلاوير (1973–2009) مرشح لمنصب الرئيس في عامي 1988 و2008 | ديلاوير      | حملة جو بايدن الرئاسية 2020 الحملة: أبريل 25, 2019 ملئ FEC | [ 28 ] |